# 황등면
황등면(黃登面)은 대한민국의 전북특별자치도 익산시에 설치된 면이다.

## 개요
황등면은 지리적으로는 군산시와 익산시 함열읍, 함라면, 삼기면, 성당면과 경계를 이루고 있으며 전 면적의 78%가 평야지이며 채석장 6개소, 석재가공 공장 75개소 등 화강암 석재산업이 발달되어 있으며, 철도, 국·지방도로 등 6개선의 편리한 교통망이 갖추어진 곳이며 주민들은 순박한 편이다.

## 법정리
- 구자리(九子里)
- 동연리(東蓮里)
- 신기리(新基里)
- 신성리(新城里)
- 용산리(龍山里)
- 율촌리(栗村里)
- 죽촌리(竹村里)
- 황등리(黃登里): 행정복지센터 소재지

## 교육
- 황등남초등학교
- 황등초등학교
- 용산초등학교
- 황등중학교
- 진경여자중학교
- 성일고등학교
- 진경여자고등학교